# Olympische Sommerspiele 1984/Teilnehmer (Australien)
| Gelbes Symbol für Goldmedaillen mit stilisierten Olympischen Ringen | Graues Symbol für Silbermedaillen mit stilisierten Olympischen Ringen | Braundes Symbol für Bronzemedaillen mit stilisierten Olympischen Ringen |
| ------------------------------------------------------------------- | --------------------------------------------------------------------- | ----------------------------------------------------------------------- |
| 4                                                                   | 8                                                                     | 12                                                                      |

Australien nahm an den Olympischen Sommerspielen 1984 in Los Angeles, USA, mit einer Delegation von 242 Sportlern (169 Männer und 73 Frauen) teil.

## Medaillengewinner

### Gold
| Name(n)                                                      | Sportart       | Wettkampf                        |
| ------------------------------------------------------------ | -------------- | -------------------------------- |
| Dean Lukin                                                   | Gewichtheben   | Superschwergewicht               |
| Glynis Nunn                                                  | Leichtathletik | Frauen, Siebenkampf              |
| Dean Woods, Kevin Nichols, Michael Grenda und Michael Turtur | Radsport       | 4000 Meter Mannschaftsverfolgung |
| Jonathan Sieben                                              | Schwimmen      | 200 Meter Schmetterling          |

### Silber
| Name                                                                | Sportart       | Wettkampf                       |
| ------------------------------------------------------------------- | -------------- | ------------------------------- |
| Robert Kabbas                                                       | Gewichtheben   | Halbschwergewicht               |
| Gary Honey                                                          | Leichtathletik | Weitsprung                      |
| Gary Gullock, Tony Lovrich, Timothy McLaren und Paul Reedy          | Rudern         | Doppelvierer                    |
| Glenn Beringen                                                      | Schwimmen      | 200 Meter Brust                 |
| Mark Stockwell                                                      | Schwimmen      | 100 Meter Freistil              |
| Neil Brooks, Michael William Delany, Greg Fasala und Mark Stockwell | Schwimmen      | 4 × 100 Meter Freistil          |
| Suzanne Landells                                                    | Schwimmen      | Frauen, 400 Meter Lagen         |
| Karen Phillips                                                      | Schwimmen      | Frauen, 200 Meter Schmetterling |

### Bronze
| Name(n) | Sportart       | Wettkampf                     |
| --- | -------------- | ----------------------------- |
| Grant Kenny und Barry Kelly | Kanu           | Zweier-Kajak, 1000 Meter      |
| Gael Martin | Leichtathletik | Frauen, Kugelstoßen           |
| Susan Lee, Karen Brancourt, Margot Foster, Robyn Grey-Gardner und Susan Chapman                                                  | Rudern         | Frauen, Vierer mit Steuerfrau |
| Craig Muller, Clyde Hefer, Samuel Patten, Tim Willoughby, Ian Edmunds, James Battersby, Ion Popa, Stephen Evans, Gavin Thredgold | Rudern         | Achter                        |
| Patricia Dench | Schießen       | Frauen, Sportpistole          |
| Peter Evans | Schwimmen      | 100 Meter Brust               |
| Glenn Buchanan | Schwimmen      | 100 Meter Schmetterling       |
| Robert Woodhouse | Schwimmen      | 400 Meter Lagen               |
| Justin Lemberg | Schwimmen      | 400 Meter Freistil            |
| Glenn Buchanan, Peter Evans, Mark Kerry und Mark Stockwell                                                                       | Schwimmen      | 4 × 100 Meter Lagen           |
| Michelle Pearson | Schwimmen      | Frauen, 200 Meter Lagen       |
| Christopher Cairns und Scott Anderson                                                                                            | Segeln         | Tornado                       |

## Teilnehmer nach Sportarten

### Basketball
- Herren
7. Platz

- Kader
Andy Campbell
Andrew Gaze
Brad Dalton
Damian Keogh
Danny Morseu
Ian Davies
Larry Sengstock
Mark Dalton
Mel Dalgleish
Phil Smyth
Ray Borner
Wayne Carroll

- Damen
5. Platz

- Kader
Bronwyn Marshall
Donna Quinn-Brown
Jenny Cheesman
Julie Nykiel
Karen Dalton
Kathy Foster
Marina Moffa
Patricia Cockrem
Patricia Mickan
Robyn Maher
Sue Geh
Wendy Laidlaw

### Bogenschießen
- Christopher Blake
Einzel: 31. Platz

- Terene Donovan
Frauen, Einzel: 19. Platz

### Boxen
- Jeff Fenech
Fliegengewicht: 5. Platz

- Shane Knox
Federgewicht: 32. Platz

- Renato Cornett
Leichtgewicht: 9. Platz

- Richard Finch
Halbmittelgewicht: 17. Platz

- Brendon Cannon
Mittelgewicht: 17. Platz

### Fechten
- Gregory Benko
Florett, Einzel: 18. Platz

- Helen Smith
Frauen, Florett, Einzel: 29. Platz

- Andrea Chaplin
Frauen, Florett, Einzel: 32. Platz

### Gewichtheben
- Basilios Stellios
Leichtgewicht: 7. Platz

- Antonio Pignone
Mittelgewicht: 7. Platz

- Robert Kabbas
Halbschwergewicht: Silber

- Dean Lukin
Superschwergewicht: Gold

### Hockey
- Herren
4. Platz

- Kader
Adrian Berce
Colin Batch
Craig Davies
David Bell
Grant Boyce
Grant Mitton
Jim Irvine
Michael Nobbs
Neil Snowden
Nigel Patmore
Peter Haselhurst
Ric Charlesworth
Terry Leece
Terry Walsh
Treva King
Trevor Smith

- Damen
4. Platz

- Kader
Colleen Pearce
Evelyn Botfield
Julene Sunderland
Kym Ireland
Liane Tooth
Loretta Dorman
Lorraine Hillas
Marian Aylmore
Pamela Glossop
Penny Gray
Robyn Holmes
Robyn Leggatt
Sandra Pisani
Sharon Buchanan-Patmore
Susan Watkins
Tricia Heberle

### Judo
- Gino Ciampa
Superleichtgewicht: 12. Platz

- Michael Young
Leichtgewicht: 19. Platz

- Andrew Richardson
Mittelgewicht: 18. Platz

### Kanu
- Peter Genders
Einer-Kajak, 1000 Meter: 5. Platz
Zweier-Kajak, 500 Meter: Viertelfinale

- Martin Ralph
Zweier-Kajak, 500 Meter: Viertelfinale

- Barry Kelly
Doppelzweier, 1000 Meter: Bronze

- Grant Kenny
Doppelzweier, 1000 Meter: Bronze

- John Doak
Vierer-Kajak, 1000 Meter: 7. Platz

- Robert Doak
Vierer-Kajak, 1000 Meter: 7. Platz

- Raymond Martin
Vierer-Kajak, 1000 Meter: 7. Platz

- Scott Wooden
Vierer-Kajak, 1000 Meter: 7. Platz

- Elizabeth Blencowe
Frauen, Einer-Kajak, 500 Meter: 8. Platz

### Leichtathletik
- Peter Van Miltenburg
100 Meter: Viertelfinale
200 Meter: Viertelfinale
4 × 100 Meter: 4. Platz

- Paul Narracott
100 Meter: Viertelfinale
200 Meter: Vorläufe

- Fred Martin
100 Meter: Viertelfinale
200 Meter: Vorläufe

- Darren Clark
400 Meter: 4. Platz
4 × 400 Meter: 4. Platz

- Bruce Frayne
400 Meter: Halbfinale
4 × 400 Meter: 4. Platz

- Gary Minihan
400 Meter: Vorläufe
4 × 100 Meter: 4. Platz

- Pat Scammell
800 Meter: Viertelfinale
1500 Meter: Halbfinale

- Michael Hillardt
1500 Meter: Halbfinale

- Robert de Castella
Marathon: 5. Platz

- Don Wright
110 Meter Hürden: Halbfinale

- Rick Mitchell
4 × 100 Meter: 4. Platz

- David Smith
20 Kilometer Gehen: 10. Platz

- Simon Baker
20 Kilometer Gehen: 14. Platz

- Willi Sawall
20 Kilometer Gehen: 16. Platz
50 Kilometer Gehen: Rennen nicht beendet

- Michael Harvey
50 Kilometer Gehen: 11. Platz

- Andrew Jachno
50 Kilometer Gehen: Rennen nicht beendet

- John Atkinson
Hochsprung: 13. Platz in der Qualifikation

- Gary Honey
Weitsprung: Silber

- Ken Lorraway
Dreisprung: 19. Platz

- Peter Hadfield
Zehnkampf: 14. Platz

- Donna Gould
Frauen, 3000 Meter: Vorläufe

- Lisa Martin
Frauen, Marathon: 7. Platz

- Glynis Nunn
Frauen, 100 Meter Hürden: 5. Platz
Frauen, Weitsprung: 7. Platz
Frauen, Siebenkampf: Gold

- Debbie Flintoff-King
Frauen, 400 Meter Hürden: 6. Platz

- Vanessa Browne
Frauen, Hochsprung: 6. Platz

- Christine Stanton
Frauen, Hochsprung: 11. Platz

- Robyn Lorraway
Frauen, Weitsprung: 6. Platz

- Linda Garden
Frauen, Weitsprung: 11. Platz

- Gael Martin
Frauen, Kugelstoßen: Bronze 
Frauen, Diskuswurf: 8. Platz

- Petra Rivers
Frauen, Speerwurf: 12. Platz

### Moderner Fünfkampf
- Alex Watson
Einzel: 15. Platz
Mannschaft: 14. Platz

- Matthew Spies
Einzel: 31. Platz
Mannschaft: 14. Platz

- Daniel Esposito
Einzel: 50. Platz
Mannschaft: 14. Platz

### Radsport
- Jeff Leslie
Straßenrennen: 50. Platz
100 Kilometer Mannschaftszeitfahren: 15. Platz

- Michael Lynch
Straßenrennen: 55. Platz
100 Kilometer Mannschaftszeitfahren: 15. Platz

- Gary Trowell
Straßenrennen: Rennen nicht beendet
100 Kilometer Mannschaftszeitfahren: 15. Platz

- John Watters
Straßenrennen: Rennen nicht beendet
100 Kilometer Mannschaftszeitfahren: 15. Platz

- Kenrick Tucker
Sprint: 7. Platz

- Max Rainsford
Sprint: 5. Runde
1000 Meter Zeitfahren: 14. Platz

- Dean Woods
4000 Meter Einzelverfolgung: 4. Platz
4000 Meter Mannschaftsverfolgung: Gold

- Michael Grenda
4000 Meter Einzelverfolgung: 8. Platz
4000 Meter Mannschaftsverfolgung: Gold

- Kevin Nichols
4000 Meter Mannschaftsverfolgung: Gold

- Michael Turtur
4000 Meter Mannschaftsverfolgung: Gold

- Glenn Clarke
50 Kilometer Punktefahren: 6. Platz

- Gary West
50 Kilometer Punktefahren: Vorläufe

### Reiten
- Margaret McIver
Dressur, Einzel: 42. Platz

- Jeff McVean
Springreiten, Einzel: 26. Platz
Springreiten, Mannschaft: 9. Platz

- Greg Eurell
Springreiten, Einzel: 29. Platz
Springreiten, Mannschaft: 9. Platz

- George Sanna
Springreiten, Einzel: 36. Platz
Springreiten, Mannschaft: 9. Platz

- Guy Creighton
Springreiten, Mannschaft: 9. Platz

- Andrew Hoy
Vielseitigkeit, Einzel: 15. Platz
Vielseitigkeit, Mannschaft: 5. Platz

- Mervyn Bennett
Vielseitigkeit, Einzel: 19. Platz
Vielseitigkeit, Mannschaft: 5. Platz

- Victoria Roycroft
Vielseitigkeit, Einzel: 21. Platz
Vielseitigkeit, Mannschaft: 5. Platz

- Wayne Roycroft
Vielseitigkeit, Einzel: ausgeschieden
Vielseitigkeit, Mannschaft: 5. Platz

### Rhythmische Sportgymnastik
- Ann Maree Kerr
Einzel: 26. Platz

- Linda Douglas
Einzel: 33. Platz

### Ringen
- Cristopher Brown
Federgewicht, Freistil: 4. Platz

- Zsigmond Kelevitz
Leichtgewicht, Freistil: 5. Platz

- Craig Green
Weltergewicht, Freistil: Gruppenphase

### Rudern
- Robert Booth
Zweier ohne Steuermann: Viertelfinale

- Jim Stride
Zweier ohne Steuermann: Viertelfinale

- Paul Reedy
Doppelvierer: Silber

- Gary Gullock
Doppelvierer: Silber

- Timothy McLaren
Doppelvierer: Silber

- Anthony Lovrich
Doppelvierer: Silber

- David Doyle
Vierer ohne Steuermann: 8. Platz

- James Lowe
Vierer ohne Steuermann: 8. Platz

- Duncan Fisher
Vierer ohne Steuermann: 8. Platz

- John Bentley
Vierer ohne Steuermann: 8. Platz

- Craig Muller
Achter: Bronze

- Clyde Hefer
Achter: Bronze

- Samuel Patten
Achter: Bronze

- Tim Willoughby
Achter: Bronze

- Ian Edmunds
Achter: Bronze

- James Battersby
Achter: Bronze

- Ion Popa
Achter: Bronze

- Stephen Evans
Achter: Bronze

- Gavin Thredgold
Achter: Bronze

- Jacqui Marshall
Frauen, Einer: Viertelfinale

- Robyn Grey-Gardner
Vierer mit Steuerfrau: Bronze

- Karen Brancourt
Vierer mit Steuerfrau: Bronze

- Susan Chapman
Vierer mit Steuerfrau: Bronze

- Margot Foster
Vierer mit Steuerfrau: Bronze

- Susan Lee
Frauen, Vierer mit Steuerfrau: Bronze

### Schießen
- Philip Adams
Freie Scheibenpistole: 20. Platz

- Alan Smith
Kleinkaliber Dreistellungskampf: 17. Platz
Kleinkaliber liegend: 17. Platz

- Bryan Wilson
Laufende Scheibe: 17. Platz

- Eli Ellis
Trap: 6. Platz

- Terry Rumbel
Trap: 7. Platz

- Ian Hale
Skeet: 8. Platz

- Alexander Crikis
Skeet: 24. Platz

- Patricia Dench
Frauen, Luftpistole: Bronze

- Sylvia Muehlberg
Frauen, Luftgewehr: 26. Platz
Frauen, Kleinkaliber Dreistellungskampf: 26. Platz

### Schwimmen
- Mark Stockwell
100 Meter Freistil: Silber 
100 Meter Schmetterling: 17. Platz
4 × 100 Meter Freistil: Silber 
4 × 100 Meter Lagen: Bronze

- Michael William Delany
100 Meter Freistil: 17. Platz
4 × 100 Meter Freistil: Silber

- Peter Dale
200 Meter Freistil: 8. Platz
4 × 200 Meter Freistil: 4. Platz

- Justin Lemberg
200 Meter Freistil: 18. Platz
400 Meter Freistil: Bronze 
1500 Meter Freistil: 9. Platz
4 × 200 Meter Freistil: 4. Platz

- Ronald McKeon
400 Meter Freistil: 8. Platz
4 × 200 Meter Freistil: 4. Platz

- Wayne Shillington
1500 Meter Freistil: 8. Platz

- Gregory Fasala
4 × 100 Meter Freistil: Silber

- Neil Brooks
4 × 100 Meter Freistil: Silber 
4 × 100 Meter Lagen: Bronze

- Graeme Brewer
4 × 200 Meter Freistil: 4. Platz

- Thomas Stachewicz
4 × 200 Meter Freistil: 4. Platz

- Mark Kerry
100 Meter Rücken: 5. Platz
4 × 100 Meter Lagen: Bronze

- David Orbell
100 Meter Rücken: 9. Platz
200 Meter Rücken: 8. Platz

- Kim Terrell
200 Meter Rücken: 19. Platz

- Peter Evans
100 Meter Brust: Bronze 
200 Meter Brust: 17. Platz
4 × 100 Meter Lagen: Bronze

- Brett Stocks
100 Meter Brust: 6. Platz

- Glenn Beringen
200 Meter Brust: Silber 
200 Meter Lagen: 22. Platz

- Glenn Buchanan
100 Meter Schmetterling: Bronze 
4 × 100 Meter Lagen: Bronze

- Jonathan Sieben
200 Meter Schmetterling: Gold 
4 × 100 Meter Lagen: Bronze

- Robert Woodhouse
200 Meter Lagen: 9. Platz
400 Meter Lagen: Bronze

- Michelle Pearson
Frauen, 100 Meter Freistil: 5. Platz
Frauen, 200 Meter Freistil: 4. Platz
Frauen, 200 Meter Lagen: Bronze 
Frauen, 4 × 100 Meter Freistil: 4. Platz

- Angela Russell
Frauen, 100 Meter Freistil: 8. Platz
Frauen, 4 × 100 Meter Freistil: 4. Platz
Frauen, 4 × 100 Meter Lagen: DSQ in der ersten Runde

- Anna McVann
Frauen, 200 Meter Freistil: 8. Platz
Frauen, 400 Meter Freistil: 5. Platz
Frauen, 800 Meter Freistil: 4. Platz
Frauen, 4 × 100 Meter Freistil: 4. Platz

- Suzanne Baumer
Frauen, 400 Meter Freistil: 9. Platz
Frauen, 800 Meter Freistil: 13. Platz
Frauen, 200 Meter Lagen: 4. Platz

- Lisa Curry-Kenny
Frauen, 100 Meter Schmetterling: 9. Platz
Frauen, 4 × 100 Meter Freistil: 4. Platz
Frauen, 4 × 100 Meter Lagen: DSQ in der ersten Runde

- Audrey Moore
Frauen, 100 Meter Rücken: 9. Platz
Frauen, 200 Meter Rücken: 16. Platz
Frauen, 4 × 100 Meter Lagen: DSQ in der ersten Runde

- Georgina Parkes
Frauen, 100 Meter Rücken: 10. Platz
Frauen, 200 Meter Rücken: 4. Platz

- Janet Tibbits
Frauen, 100 Meter Schmetterling: 6. Platz
Frauen, 200 Meter Schmetterling: 17. Platz
Frauen, 4 × 100 Meter Freistil: 4. Platz

- Dimity Douglas
Frauen, 100 Meter Brust: 11. Platz
Frauen, 200 Meter Brust: 16. Platz
Frauen, 4 × 100 Meter Lagen: DSQ in der ersten Runde

- Sharon Kellett
Frauen, 100 Meter Brust: 18. Platz
Frauen, 200 Meter Brust: 5. Platz

- Karen Phillips
Frauen, 200 Meter Schmetterling: Silber 
Frauen, 400 Meter Lagen: 11. Platz

- Suzie Landells
Frauen, 400 Meter Lagen: Silber

### Segeln
- Gregory Hyde
Windsurfen: 6. Platz

- Chris Pratt
Finn-Dinghy: 6. Platz

- Christopher Tillett
470er: 21. Platz

- Richard Lumb
470er: 21. Platz

- Colin Beashel
Star: 11. Platz

- Richard Coxon
Star: 11. Platz

- Christopher Cairns
Tornado: Bronze

- Scott Anderson
Tornado: Bronze

- Dean Gordon
Soling: 7. Platz

- Gary Sheard
Soling: 7. Platz

- Timothy Dorning
Soling: 7. Platz

- James Cook
Flying Dutchman: 11. Platz

- James Wilmot
Flying Dutchman: 11. Platz

### Synchronschwimmen
- Donella Burridge
Einzel: 12. Platz
Duett: 13. Platz

- Lisa Steanes
Einzel: Vorrunde
Duett: 13. Platz

### Turnen
- Werner Birnbaum
Einzelmehrkampf: 31. Platz
Barren: 50. Platz
Boden: 49. Platz
Pferdsprung: 25. Platz
Reck: 56. Platz
Ringe: 25. Platz
Seitpferd: 38. Platz

- Robert Edmonds
Einzelmehrkampf: 68. Platz
Barren: 66. Platz
Boden: 49. Platz
Pferdsprung: 25. Platz
Reck: 67. Platz
Ringe: 58. Platz
Seitpferd: 70. Platz

- Kerry Battersby
Frauen, Einzelmehrkampf: 33. Platz
Frauen, Bodenturnen: 59. Platz
Frauen, Pferdsprung: 63. Platz
Frauen, Schwebebalken: 59. Platz
Frauen, Stufenbarren: 50. Platz

- Kellie Wilson
Frauen, Einzelmehrkampf: 34. Platz
Frauen, Bodenturnen: 60. Platz
Frauen, Pferdsprung: 62. Platz
Frauen, Schwebebalken: 33. Platz
Frauen, Stufenbarren: 61. Platz

### Wasserball
- Herren
5. Platz

- Kader
Michael Turner
Richard Pengelley
Robert Bryant
Peter Montgomery
Russell Sherwell
Andrew Kerr
Raymond Mayers
Glenn Townsend
Charles Turner
Martin Callaghan
Christopher Wybrow
Russell Basser
Julian Muspratt

### Wasserspringen
- Stephen Foley
Kunstspringen: 8. Platz
Turmspringen: 9. Platz

- Jennifer Donnet
Frauen, Kunstspringen: 9. Platz

- Valerie McFarlane-Beddoe
Frauen, Kunstspringen: 18. Platz
Frauen, Turmspringen: 5. Platz

- Julie Kent
Frauen, Turmspringen: 10. Platz